# Simona Gretchen
Simona Darchini, in arte Simona Gretchen (Faenza, 1987), è una cantautrice italiana.

## Biografia
Simona Darchini nasce a Faenza nel 1987. Inizia la carriera musicale entrando a far parte di diverse band come bassista e come chitarrista.
Nel 2008 decide di dar vita ad un progetto solista. Registra il suo album d'esordio, intitolato Gretchen pensa troppo forte e pubblicato nel novembre 2009 dalla etichetta discografica indipendente Disco Dada Records e distribuito da Venus. Il disco, che vede la produzione artistica di Lorenzo Montanà e la partecipazione di musicisti come Nicola Manzan (Bologna Violenta) e Lorenzo Montanà (Tying Tiffany), compare nell'Annuario 2009 de Il Mucchio Selvaggio. L'album si aggiudica la tredicesima edizione del premio "Fuori dal Mucchio" come miglior esordio discografico indipendente della stagione 2009/10 e viene inserito, in virtù dell'originalità delle composizioni, tra i migliori 50 album rock cantati in italiano del decennio 2001-2010 nel supplemento semestrale Mucchio Extra. I brani dell'album amalgamano trame acustiche vicine al cantautorato folk da un lato, ed elettriche più marcatamente rock dall'altro, affiancate da liriche cupe di ispirazione darkwave cantate con un'attitudine quasi punk.
Nel 2010 pubblica l'inedito Krieg contenuto nella compilation La leva cantautorale degli anni zero.
Nel maggio 2011 pubblica il sette pollici Venti e tre (Trovarobato/Disco Dada Records), in edizione limitata, che contiene il brano omonimo e una cover di Venus in Furs dei The Velvet Underground. Alle registrazioni partecipano Lorenzo Montanà (nel ruolo anche di produttore artistico) e Paolo Mongardi. Venti e tre si aggiudica la Targa Giovani Supersound 2011 come "miglior testo".
Sempre nel maggio 2011 esce la compilation omaggio al Santo Niente dal titolo Generazioni, a cui partecipa anche Simona Gretchen con il brano Junkie realizzato insieme ai La Mela & Newton.
Dopo circa due anni di tour, coproduce l'edizione in vinile dell'album Lacrima/Pantera dei The Death of Anna Karina e fonda il collettivo/DIY label Blinde Proteus, che ha pubblicato gli ultimi lavori di Elettrofandango, FulkAnelli, Fuzz Orchestra, Herba Mate, Ornaments, Chambers, The Death of Anna Karina, Lleroy, Lume, Chesterpolio.
Nel febbraio 2013 ha pubblicato con Disco Dada Records e Blinde Proteus il suo secondo album, dal titolo Post-Krieg. Il lavoro prevede la collaborazione di Nicola Manzan, Paolo Mongardi (Ronin, Zeus!, Fuzz Orchestra, FulkAnelli) e Paolo Raineri (Junkfood), e la produzione artistica di Lorenzo Montanà.

## Discografia

### Album
- 2009 - Gretchen pensa troppo forte (Disco Dada Records)
- 2013 - Post-Krieg (Disco Dada Records/Blinde Proteus)

### Singoli
- 2011 - Venti e tre (Disco Dada Records/Trovarobato)

### Compilation
- 2010 - La leva cantautorale degli anni zero (Ala Bianca)
- 2010 - Indie or die (Disco Dada)
- 2011 - Generazioni (Disco Dada)